# Beñat Turrientes Imaz
Beñat Turrientes Imaz (nascut el 31 de gener de 2002) és un futbolista professional basc que juga com a migcampista al club de la Lliga Reial Societat.

## Carrera de club
Nascut a Beasain, Guipúscoa, País Basc, Turrientes es va incorporar a la formació juvenil de la Reial Societat el 2014, als 12 anys. Va fer el seu debut com a sènior amb l'equip C el 8 de setembre de 2019, començant en un empat a casa de Tercera Divisió 0-0 contra el CD Vitòria.
El 20 de setembre de 2019, Turrientes va renovar el seu contracte fins al 2025. Ascendit a les reserves abans de la campanya 2020-21, va participar en 16 partits quan l'equip va tornar a Segona Divisió després de 59 anys.
Turrientes va fer el seu debut com a professional el 21 d'agost de 2021, començant en un empat 0-0 fora de casa contra el CD Lugo. Va debutar amb el seu primer equip i la Lliga el 26 de setembre, començant amb una victòria a casa per 1-0 davant l'Elx CF.
El 7 d'agost de 2022, Turrientes va ascendir definitivament a la plantilla principal i se li va assignar la samarreta número 22.

## Palmarès
Reial Societat B
- Segona Divisió B: 2020-21

Espanya sub-23
- Medalla d'or dels Jocs Olímpics d'estiu: 2024[6]